# Adiantum viridimontanum
Adiantum viridimontanum é uma espécie rara de samambaia encontrada no Leste do Canadá e na Nova Inglaterra.